# بخش اولتان

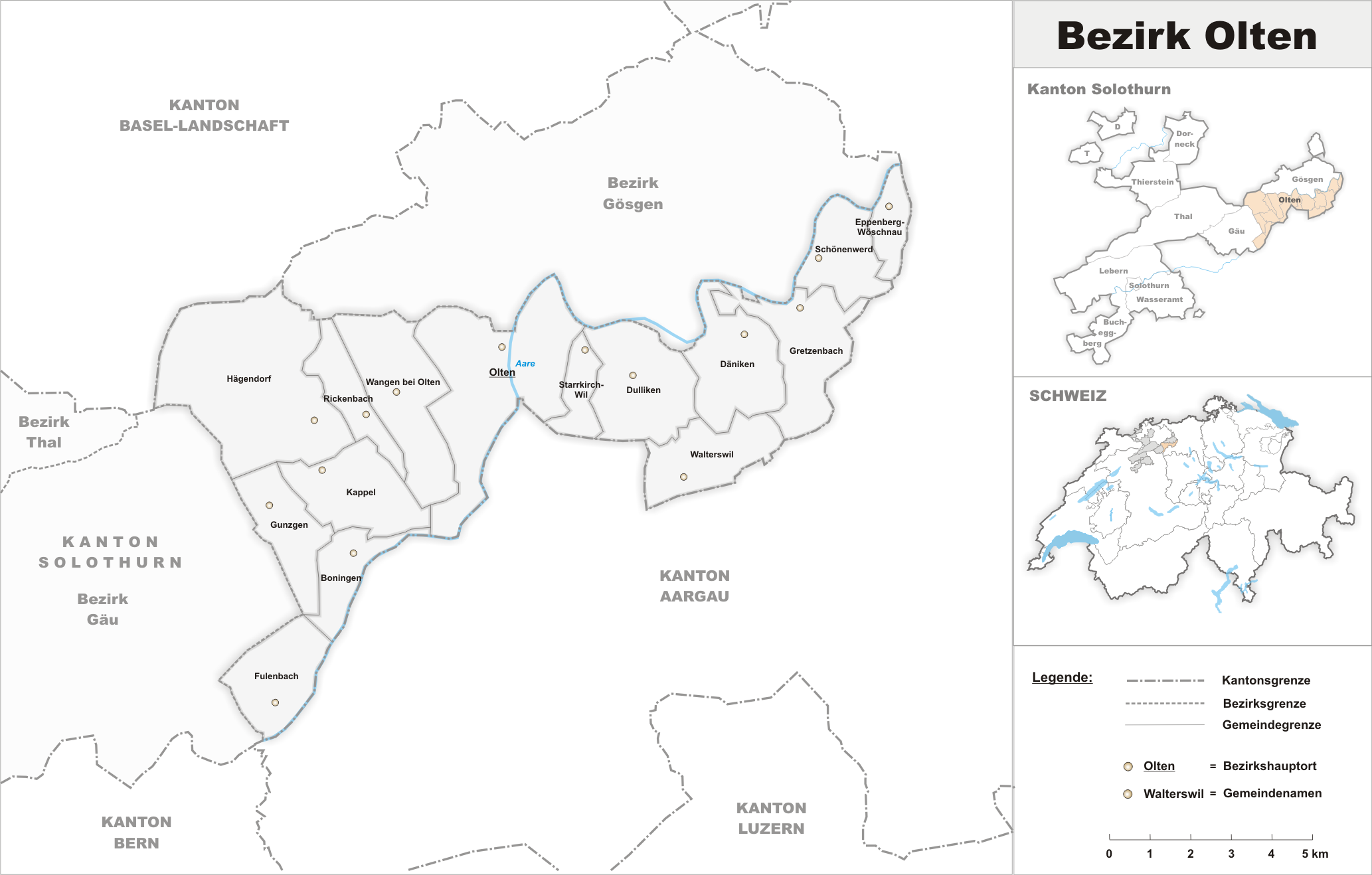
نمایی از نقشهٔ بخش اولتان یکی از بخش‌های ایالت سولوتورن، سوئیس - ۲۰۱۱

بخش اولتان یکی از بخشهای ایالت سولوتورن  در کشور سوئیس است.